# Pachyloides hades
Pachyloides hades is een hooiwagen uit de familie Gonyleptidae.